# Нагавская
Нага́вская — станица в Котельниковском районе Волгоградской области. Административный центр Нагавского сельского поселения.

## Название
Название произошло от тюркского имени Ногая, основателя Ногайской Орды, отделившейся в XIV веке от Золотой Орды. Скорее всего, названа по имени первого поселенца Нагая, Нагавки.

## История
Упоминается с 1672 года. Первоначально находилась на правом берегу Дона, между станицами Верхне-Курмоярской и Гугнинской. Известна как Нагавкин городок. В 1793 году казаки станицы Нагавской участвовали в восстании против переселения на Кубань.
Станица числилась в составе 2-го Донского округа Всевеликого Войска Донского
В 1894 году станица перенесена на левый берег Дона, некоторое время называлась Ново-Нагавской, а оставшееся село на правом берегу Дона хутором Старо-Нагавский.
В 1897 году население станицы составило 771 человек (369 мужского и 402 женского пола). В 1911 году открыто двухклассное училище. В 1915 году числилось всего дворов 267 с населением 1 312.
Советская власть установлена в марте 1918 года.  Повторно установлена в 1920 году. В 1929 году организован колхоз (сельскохозяйственная артель). С 1935 по 1950 года в составе Нагавского сельсовета Верхне-Курмоярского района Сталинградкого края (с 1936 года - Сталинградской области). В составе Котельниковского района - с 1950 года. В конце 1940-х - начале 1950-х перенесена на новое место в связи со строительством Цимлянского водохранилища.

## География
До заполнения Цимлянского водохранилища станица располагалась на левом берегу Дона между станицами Верхне-Курмоярской и Мало-Лучной. В настоящее время станица расположена на левом берегу Цимлянского водохранилища на северном склоне одного из отрогов западной покатости Ергенинской возвышенности ее Доно-Сальской гряды, на высоте около 50 метров над уровнем моря. Рельеф местности холмисто-равнинный, берег водохранилища обрывистый, изрезан балками и оврагами. Почвы тёмно-каштановые солонцеватые и солончаковые.
По автомобильным дорогам расстояние до областного центра города Волгограда (до центра города) составляет 240 км, до районного центра города Котельниково - 35 км. Ближайшая железнодорожная станция Котельниково железнодорожной ветки Волгоград—Тихорецкая Волгоградского региона Приволжской железной дороги расположена в городе Котельниково. 
Климат
Климат умеренный континентальный (согласно классификации климатов Кёппена - Dfa). Среднегодовая температура воздуха положительная и составляет + 9,0 °C. Средняя температура самого холодного января -5,8 °С, самого жаркого месяца июля +23,8 °С. Многолетняя норма осадков - 400 мм. В течение года количество осадков распределено относительно равномерно: наименьшее количество осадков выпадает в марте и октябре (по 26 мм), наибольшее количество - в июне (41 мм) и декабре (42 мм).
Часовой пояс
Нагавская, как и вся Волгоградская область, находится в часовой зоне МСК (московское время). Смещение применяемого времени относительно UTC составляет +3:00.

## Население
Динамика численности населения
| 1859 | 1873 | 1897 | 1915 | 2002 |
| ---- | ---- | ---- | ---- | ---- |
| 1481 | 1790 | 771  | 1312 | 749  |

| 2010 | 2012 | 2013 | 2014 | 2015 | 2016 | 2017 |
| ---- | ---- | ---- | ---- | ---- | ---- | ---- |
| 730  | ↗891 | ↘825 | ↗836 | ↘831 | ↘813 | ↘790 |
| 2018 | 2019 | 2020 | 2021 |      |      |      |
| ↘770 | ↘768 | ↘756 | ↘752 |      |      |      |